# NBAオールディフェンシブチーム
NBAオールディフェンシブチームは、北米プロバスケットボールリーグNBAにおいて、シーズン毎に最高の守備能力を発揮した選手に授与される名誉である。1968-1969シーズンに創設された。2013-2014シーズンまでは、NBAヘッドコーチの自チーム以外の選手への投票によって行われていたが、2014-2015シーズンから、スポーツライター及び放送関係者からなるパネラーによって投票が行われている。1stチームと2ndチームの各5選手、計10選手が選出される。得票の合計で上位5選手が1stチームを構成し、続く5選手が2ndチームとなる。5番目の得票が同数の場合は6名以上となる。
通算選出回数では、ティム・ダンカンの15回が最高で、チームでは、ボストン・セルティックス、シカゴ・ブルズ、サンアントニオ・スパーズ、ロサンゼルス・レイカーズが延べ40人以上のプレーヤーが選ばれている。

## 最多選出選手

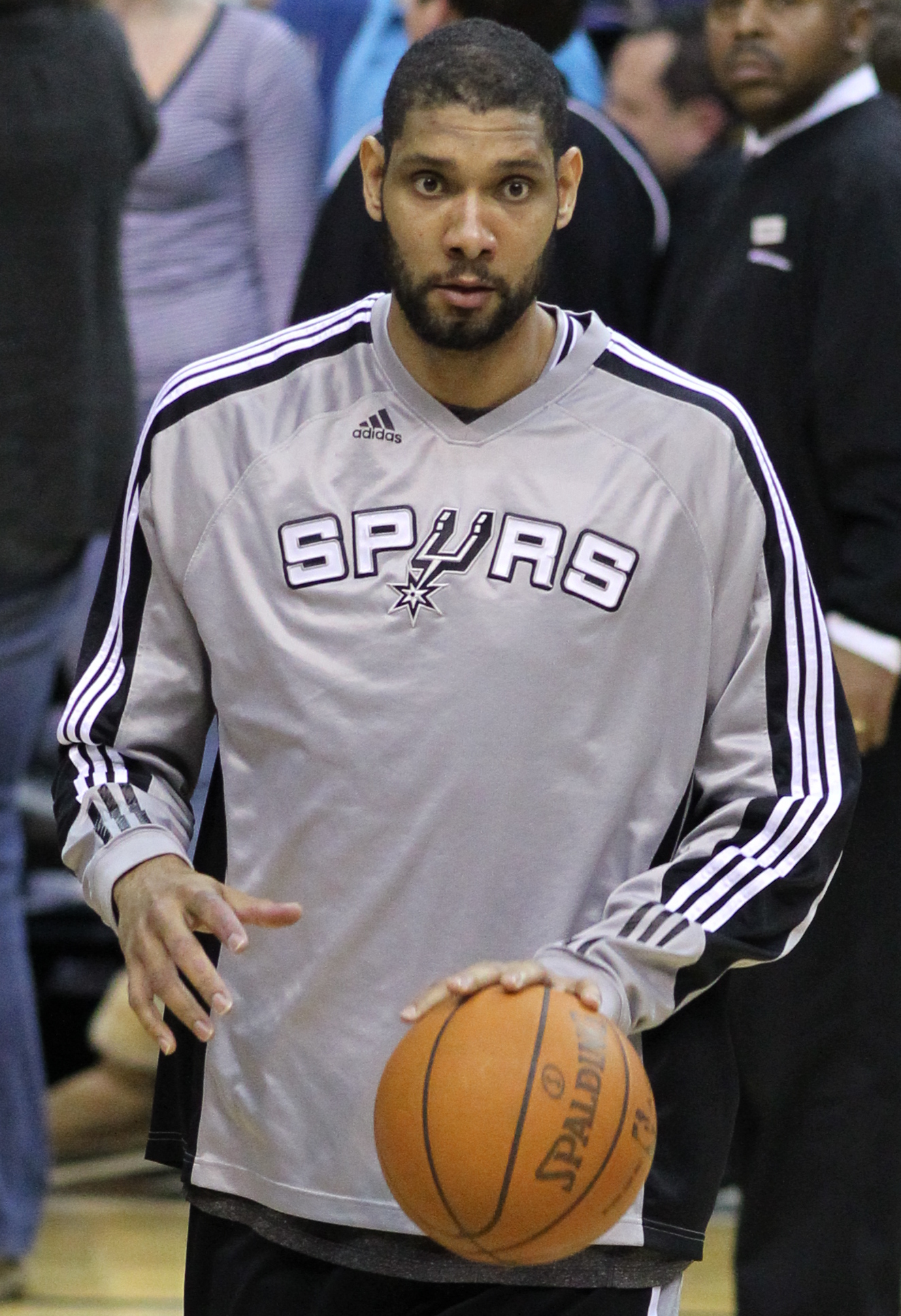
史上最多の15度選出を誇るティム・ダンカン

| * | 殿堂入り |
| ^ | 現役     |

| # | Player                          | Total | 1st | 2nd | DPOY |
| - | ------------------------------- | ----- | --- | --- | ---- |
| 1 | ティム・ダンカン*               | 15    | 8   | 7   | 0    |
| 2 | ケビン・ガーネット*             | 12    | 9   | 3   | 1    |
| 2 | コービー・ブライアント*         | 12    | 9   | 3   | 0    |
| 4 | カリーム・アブドゥル・ジャバー* | 11    | 5   | 6   | 0    |
| 5 | スコッティ・ピッペン*           | 10    | 8   | 2   | 0    |
| 6 | マイケル・ジョーダン*           | 9     | 9   | 0   | 1    |
| 6 | ゲイリー・ペイトン*             | 9     | 9   | 0   | 1    |
| 6 | ボビー・ジョーンズ*             | 9     | 8   | 1   | 0    |
| 6 | クリス・ポール^                 | 9     | 7   | 2   | 0    |
| 6 | ドレイモンド・グリーン^         | 9     | 5   | 4   | 1    |
| 6 | デニス・ジョンソン*             | 9     | 6   | 3   | 0    |
| 6 | アキーム・オラジュワン*         | 9     | 5   | 4   | 2    |
| 6 | ジェイソン・キッド*             | 9     | 4   | 5   | 0    |

## 歴代選出選手一覧
| *    | バスケットボール殿堂入り |
| ^    | 現役選手                 |
| 太字 | 最優秀守備選手 (DPOY)    |

| Season  | 1st Team                             | 1st Team                           | 2nd Team                             | 2nd Team                           |
| Season  | Players                              | Teams                              | Players                              | Teams                              |
| ------- | ------------------------------------ | ---------------------------------- | ------------------------------------ | ---------------------------------- |
| 1968–69 | デイブ・ディバッシャー*              | ニューヨーク・ニックス             | ルディー・ラルッソ                   | サンフランシスコ・ウォリアーズ     |
| 1968–69 | ネイト・サーモンド*                  | サンフランシスコ・ウォリアーズ     | サッチ・サンダース                   | ボストン・セルティックス           |
| 1968–69 | ビル・ラッセル*                      | ボストン・セルティックス           | ジョン・ハブリチェック*              | ボストン・セルティックス           |
| 1968–69 | ウォルト・フレイジャー*              | ニューヨーク・ニックス             | ジェリー・ウェスト*                  | ロサンゼルス・レイカーズ           |
| 1968–69 | ジェリー・スローン                   | シカゴ・ブルズ                     | ビル・ブリッジーズ                   | アトランタ・ホークス               |
| 1969–70 | デイブ・ディバッシャー* (2)          | ニューヨーク・ニックス             | ジョン・ハブリチェック* (2)          | ボストン・セルティックス           |
| 1969–70 | ガス・ジョンソン*                    | ボルティモア・ブレッツ             | ビル・ブリッジーズ (2)               | アトランタ・ホークス               |
| 1969–70 | ウィリス・リード*                    | ニューヨーク・ニックス             | ルー・アルシンダー*                  | ミルウォーキー・バックス           |
| 1969–70 | ウォルト・フレイジャー* (2)          | ニューヨーク・ニックス             | ジョー・コールドウェル               | アトランタ・ホークス               |
| 1969–70 | ジェリー・ウェスト* (2)              | ロサンゼルス・レイカーズ           | ジェリー・スローン (2)               | シカゴ・ブルズ                     |
| 1970–71 | デイブ・ディバッシャー* (3)          | ニューヨーク・ニックス             | ジョン・ハブリチェック* (3)          | ボストン・セルティックス           |
| 1970–71 | ガス・ジョンソン* (2)                | ボルティモア・ブレッツ             | ポール・サイラス                     | フェニックス・サンズ               |
| 1970–71 | ネイト・サーモンド* (2)              | サンフランシスコ・ウォリアーズ     | ルー・アルシンダー* (2)              | ミルウォーキー・バックス           |
| 1970–71 | ウォルト・フレイジャー* (3)          | ニューヨーク・ニックス             | ジェリー・スローン (3)               | シカゴ・ブルズ                     |
| 1970–71 | ジェリー・ウェスト* (3)              | ロサンゼルス・レイカーズ           | ノーム・ヴァン・ライアー             | シンシナティ・ロイヤルズ           |
| 1971–72 | デイブ・ディバッシャー* (4)          | ニューヨーク・ニックス             | ポール・サイラス (2)                 | フェニックス・サンズ               |
| 1971–72 | ジョン・ハブリチェック* (4)          | ボストン・セルティックス           | ボブ・ラブ                           | シカゴ・ブルズ                     |
| 1971–72 | ウィルト・チェンバレン*              | ロサンゼルス・レイカーズ           | ネイト・サーモンド* (3)              | ゴールデンステート・ウォリアーズ   |
| 1971–72 | ジェリー・ウェスト* (4)              | ロサンゼルス・レイカーズ           | ノーム・ヴァン・ライアー (2)         | シカゴ・ブルズ                     |
| 1971–72 | ウォルト・フレイジャー* (4)          | ニューヨーク・ニックス             | ドン・チェイニー                     | ボストン・セルティックス           |
| 1971–72 | ジェリー・スローン (4)               | シカゴ・ブルズ                     | ドン・チェイニー                     | ボストン・セルティックス           |
| 1972–73 | デイブ・ディバッシャー* (5)          | ニューヨーク・ニックス             | ポール・サイラス (3)                 | フェニックス・サンズ               |
| 1972–73 | ジョン・ハブリチェック* (5)          | ボストン・セルティックス           | マイク・リオーダン                   | ボルティモア・ブレッツ             |
| 1972–73 | ウィルト・チェンバレン* (2)          | ロサンゼルス・レイカーズ           | ネイト・サーモンド* (4)              | ゴールデンステート・ウォリアーズ   |
| 1972–73 | ジェリー・ウェスト* (5)              | ロサンゼルス・レイカーズ           | ノーム・ヴァン・ライアー (3)         | シカゴ・ブルズ                     |
| 1972–73 | ウォルト・フレイジャー* (5)          | ニューヨーク・ニックス             | ドン・チェイニー (2)                 | ボストン・セルティックス           |
| 1973–74 | デイブ・ディバッシャー* (6)          | ニューヨーク・ニックス             | エルヴィン・ヘイズ*                  | キャピタル・ブレッツ               |
| 1973–74 | ジョン・ハブリチェック* (6)          | ボストン・セルティックス           | ボブ・ラブ (2)                       | シカゴ・ブルズ                     |
| 1973–74 | カリーム・アブドゥル・ジャバー* (3)  | ミルウォーキー・バックス           | ネイト・サーモンド* (5)              | ゴールデンステート・ウォリアーズ   |
| 1973–74 | ノーム・ヴァン・ライアー (4)         | シカゴ・ブルズ                     | ドン・チェイニー (3)                 | ボストン・セルティックス           |
| 1973–74 | ウォルト・フレイジャー* (6)          | ニューヨーク・ニックス             | ディック・ヴァン・アースデール       | フェニックス・サンズ               |
| 1973–74 | ジェリー・スローン (5)               | シカゴ・ブルズ                     | ジム・プライス                       | ロサンゼルス・レイカーズ           |
| 1974–75 | ジョン・ハブリチェック* (7)          | ボストン・セルティックス           | エルヴィン・ヘイズ* (2)              | ワシントン・ブレッツ               |
| 1974–75 | ポール・サイラス (4)                 | ボストン・セルティックス           | ボブ・ラブ (3)                       | シカゴ・ブルズ                     |
| 1974–75 | カリーム・アブドゥル・ジャバー* (4)  | ミルウォーキー・バックス           | デイブ・コーウェンス*                | ボストン・セルティックス           |
| 1974–75 | ジェリー・スローン (6)               | シカゴ・ブルズ                     | ノーム・ヴァン・ライアー (5)         | シカゴ・ブルズ                     |
| 1974–75 | ウォルト・フレイジャー* (7)          | ニューヨーク・ニックス             | ドン・チェイニー (4)                 | ボストン・セルティックス           |
| 1975–76 | ポール・サイラス (5)                 | ボストン・セルティックス           | ジム・ブリュワー                     | クリーブランド・キャバリアーズ     |
| 1975–76 | ジョン・ハブリチェック* (8)          | ボストン・セルティックス           | ジャマール・ウィルクス*              | ゴールデンステート・ウォリアーズ   |
| 1975–76 | デイブ・コーウェンス* (2)            | ボストン・セルティックス           | カリーム・アブドゥル・ジャバー* (5)  | ロサンゼルス・レイカーズ           |
| 1975–76 | ノーム・ヴァン・ライアー (6)         | シカゴ・ブルズ                     | ジム・クリーモンズ                   | クリーブランド・キャバリアーズ     |
| 1975–76 | スリック・ワッツ                     | シアトル・スーパーソニックス       | フィル・スミス                       | ゴールデンステート・ウォリアーズ   |
| 1976–77 | ボビー・ジョーンズ*                  | デンバー・ナゲッツ                 | ジム・ブリュワー (2)                 | クリーブランド・キャバリアーズ     |
| 1976–77 | E・C・コールマン                     | ニューオーリンズ・ジャズ           | ジャマール・ウィルクス* (2)          | ゴールデンステート・ウォリアーズ   |
| 1976–77 | ビル・ウォルトン*                    | ポートランド・トレイルブレイザーズ | カリーム・アブドゥル・ジャバー* (6)  | ロサンゼルス・レイカーズ           |
| 1976–77 | ドン・ブージー                       | インディアナ・ペイサーズ           | ブライアン・テイラー                 | カンザスシティ・キングス           |
| 1976–77 | ノーム・ヴァン・ライアー (7)         | シカゴ・ブルズ                     | ドン・チェイニー (5)                 | ロサンゼルス・レイカーズ           |
| 1977–78 | ボビー・ジョーンズ* (2)              | デンバー・ナゲッツ                 | E・C・コールマン (2)                 | ゴールデンステート・ウォリアーズ   |
| 1977–78 | モーリス・ルーカス                   | ポートランド・トレイルブレイザーズ | ボブ・グロス                         | ポートランド・トレイルブレイザーズ |
| 1977–78 | ビル・ウォルトン* (2)                | ポートランド・トレイルブレイザーズ | カリーム・アブドゥル・ジャバー* (7)  | ロサンゼルス・レイカーズ           |
| 1977–78 | ビル・ウォルトン* (2)                | ポートランド・トレイルブレイザーズ | アーティス・ギルモア*                | シカゴ・ブルズ                     |
| 1977–78 | ライオネル・ホリンズ                 | ポートランド・トレイルブレイザーズ | ノーム・ヴァン・ライアー (8)         | シカゴ・ブルズ                     |
| 1977–78 | ドン・ブージー (2)                   | フェニックス・サンズ               | クイン・バックナー                   | ミルウォーキー・バックス           |
| 1978–79 | ボビー・ジョーンズ* (3)              | フィラデルフィア・76ers            | モーリス・ルーカス (2)               | ポートランド・トレイルブレイザーズ |
| 1978–79 | ボブ・ダンドリッジ*                  | ワシントン・ブレッツ               | M・L・カー                           | デトロイト・ピストンズ             |
| 1978–79 | カリーム・アブドゥル・ジャバー* (8)  | ロサンゼルス・レイカーズ           | モーゼス・マローン*                  | ヒューストン・ロケッツ             |
| 1978–79 | デニス・ジョンソン*                  | シアトル・スーパーソニックス       | ライオネル・ホリンズ (2)             | ポートランド・トレイルブレイザーズ |
| 1978–79 | ドン・ブージー (3)                   | フェニックス・サンズ               | エディー・ジョンソン                 | アトランタ・ホークス               |
| 1979–80 | ボビー・ジョーンズ* (4)              | フィラデルフィア・76ers            | スコット・ウェドマン                 | カンザスシティ・キングス           |
| 1979–80 | ダン・ラウンドフィールド             | アトランタ・ホークス               | カーミット・ワシントン               | ポートランド・トレイルブレイザーズ |
| 1979–80 | カリーム・アブドゥル・ジャバー* (9)  | ロサンゼルス・レイカーズ           | デイブ・コーウェンス* (3)            | ボストン・セルティックス           |
| 1979–80 | デニス・ジョンソン* (2)              | シアトル・スーパーソニックス       | クイン・バックナー (2)               | ミルウォーキー・バックス           |
| 1979–80 | ドン・ブージー (4)                   | フェニックス・サンズ               | エディー・ジョンソン (2)             | アトランタ・ホークス               |
| 1979–80 | マイケル・レイ・リチャードソン       | ニューヨーク・ニックス             | エディー・ジョンソン (2)             | アトランタ・ホークス               |
| 1980–81 | ボビー・ジョーンズ* (5)              | フィラデルフィア・76ers            | ダン・ラウンドフィールド (2)         | アトランタ・ホークス               |
| 1980–81 | コールドウェル・ジョーンズ           | フィラデルフィア・76ers            | カーミット・ワシントン (2)           | ポートランド・トレイルブレイザーズ |
| 1980–81 | カリーム・アブドゥル・ジャバー* (10) | ロサンゼルス・レイカーズ           | ジョージ・ジョンソン                 | サンアントニオ・スパーズ           |
| 1980–81 | デニス・ジョンソン* (3)              | フェニックス・サンズ               | クイン・バックナー (3)               | ミルウォーキー・バックス           |
| 1980–81 | マイケル・レイ・リチャードソン (2)   | ニューヨーク・ニックス             | ダドリー・ブラッドリー               | インディアナ・ペイサーズ           |
| 1980–81 | マイケル・レイ・リチャードソン (2)   | ニューヨーク・ニックス             | マイケル・クーパー                   | ロサンゼルス・レイカーズ           |
| 1981–82 | ボビー・ジョーンズ* (6)              | フィラデルフィア・76ers            | ラリー・バード*                      | ボストン・セルティックス           |
| 1981–82 | ダン・ラウンドフィールド (3)         | アトランタ・ホークス               | ロニー・シェルトン                   | シアトル・スーパーソニックス       |
| 1981–82 | コールドウェル・ジョーンズ (2)       | フィラデルフィア・76ers            | ジャック・シクマ*                    | シアトル・スーパーソニックス       |
| 1981–82 | マイケル・クーパー (2)               | ロサンゼルス・レイカーズ           | クイン・バックナー (4)               | ミルウォーキー・バックス           |
| 1981–82 | デニス・ジョンソン* (4)              | フェニックス・サンズ               | シドニー・モンクリーフ*              | ミルウォーキー・バックス           |
| 1982–83 | ボビー・ジョーンズ* (7)              | フィラデルフィア・76ers            | ラリー・バード* (2)                  | ボストン・セルティックス           |
| 1982–83 | ダン・ラウンドフィールド (4)         | アトランタ・ホークス               | ケビン・マクヘイル*                  | ボストン・セルティックス           |
| 1982–83 | モーゼス・マローン* (2)              | フィラデルフィア・76ers            | トゥリー・ロリンズ                   | アトランタ・ホークス               |
| 1982–83 | シドニー・モンクリーフ* (2)          | ミルウォーキー・バックス           | マイケル・クーパー (3)               | ロサンゼルス・レイカーズ           |
| 1982–83 | デニス・ジョンソン* (5)              | フェニックス・サンズ               | T・R・ダン                           | デンバー・ナゲッツ                 |
| 1982–83 | モーリス・チークス*                  | フィラデルフィア・76ers            | T・R・ダン                           | デンバー・ナゲッツ                 |
| 1983–84 | ボビー・ジョーンズ* (8)              | フィラデルフィア・76ers            | ラリー・バード* (3)                  | ボストン・セルティックス           |
| 1983–84 | マイケル・クーパー (4)               | ロサンゼルス・レイカーズ           | ダン・ラウンドフィールド (5)         | アトランタ・ホークス               |
| 1983–84 | トゥリー・ロリンズ (2)               | アトランタ・ホークス               | カリーム・アブドゥル・ジャバー* (11) | ロサンゼルス・レイカーズ           |
| 1983–84 | モーリス・チークス* (2)              | フィラデルフィア・76ers            | デニス・ジョンソン* (6)              | ボストン・セルティックス           |
| 1983–84 | シドニー・モンクリーフ* (3)          | ミルウォーキー・バックス           | T・R・ダン (2)                       | デンバー・ナゲッツ                 |
| 1984–85 | シドニー・モンクリーフ* (4)          | ミルウォーキー・バックス           | ボビー・ジョーンズ* (9)              | フィラデルフィア・76ers            |
| 1984–85 | ポール・プレッシー                   | ミルウォーキー・バックス           | ダニー・ブレーンズ                   | シアトル・スーパーソニックス       |
| 1984–85 | マーク・イートン                     | ユタ・ジャズ                       | アキーム・オラジュワン*              | ヒューストン・ロケッツ             |
| 1984–85 | マイケル・クーパー (5)               | ロサンゼルス・レイカーズ           | デニス・ジョンソン* (7)              | ボストン・セルティックス           |
| 1984–85 | モーリス・チークス* (3)              | フィラデルフィア・76ers            | T・R・ダン (3)                       | デンバー・ナゲッツ                 |
| 1985–86 | ポール・プレッシー (2)               | ミルウォーキー・バックス           | マイケル・クーパー (6)               | ロサンゼルス・レイカーズ           |
| 1985–86 | ケビン・マクヘイル* (2)              | ボストン・セルティックス           | ビル・ハンズリック                   | デンバー・ナゲッツ                 |
| 1985–86 | マーク・イートン (2)                 | ユタ・ジャズ                       | マヌート・ボル                       | ワシントン・ブレッツ               |
| 1985–86 | シドニー・モンクリーフ* (5)          | ミルウォーキー・バックス           | アルヴィン・ロバートソン             | サンアントニオ・スパーズ           |
| 1985–86 | モーリス・チークス* (4)              | フィラデルフィア・76ers            | デニス・ジョンソン* (8)              | ボストン・セルティックス           |
| 1986–87 | ケビン・マクヘイル* (3)              | ボストン・セルティックス           | ポール・プレッシー (3)               | ミルウォーキー・バックス           |
| 1986–87 | マイケル・クーパー (7)               | ロサンゼルス・レイカーズ           | ロドニー・マクレイ                   | ヒューストン・ロケッツ             |
| 1986–87 | アキーム・オラジュワン* (2)          | ヒューストン・ロケッツ             | マーク・イートン (3)                 | ユタ・ジャズ                       |
| 1986–87 | アルヴィン・ロバートソン (2)         | サンアントニオ・スパーズ           | モーリス・チークス* (5)              | フィラデルフィア・76ers            |
| 1986–87 | デニス・ジョンソン* (9)              | ボストン・セルティックス           | デレック・ハーパー                   | ダラス・マーベリックス             |
| 1987–88 | ケビン・マクヘイル* (4)              | ボストン・セルティックス           | バック・ウィリアムズ                 | ニュージャージー・ネッツ           |
| 1987–88 | ロドニー・マクレイ (2)               | ヒューストン・ロケッツ             | カール・マローン*                    | ユタ・ジャズ                       |
| 1987–88 | アキーム・オラジュワン* (3)          | ヒューストン・ロケッツ             | マーク・イートン (4)                 | ユタ・ジャズ                       |
| 1987–88 | アキーム・オラジュワン* (3)          | ヒューストン・ロケッツ             | パトリック・ユーイング*              | ニューヨーク・ニックス             |
| 1987–88 | マイケル・クーパー (8)               | ロサンゼルス・レイカーズ           | アルヴィン・ロバートソン (3)         | サンアントニオ・スパーズ           |
| 1987–88 | マイケル・ジョーダン*                | シカゴ・ブルズ                     | ラファイエット・リーバー             | デンバー・ナゲッツ                 |
| 1988–89 | デニス・ロッドマン*                  | デトロイト・ピストンズ             | ケビン・マクヘイル* (5)              | ボストン・セルティックス           |
| 1988–89 | ラリー・ナンス                       | クリーブランド・キャバリアーズ     | A・C・グリーン                       | ロサンゼルス・レイカーズ           |
| 1988–89 | マーク・イートン (5)                 | ユタ・ジャズ                       | パトリック・ユーイング* (2)          | ニューヨーク・ニックス             |
| 1988–89 | マイケル・ジョーダン* (2)            | シカゴ・ブルズ                     | ジョン・ストックトン*                | ユタ・ジャズ                       |
| 1988–89 | ジョー・デュマース*                  | デトロイト・ピストンズ             | アルヴィン・ロバートソン (4)         | サンアントニオ・スパーズ           |
| 1989–90 | デニス・ロッドマン* (2)              | デトロイト・ピストンズ             | ケビン・マクヘイル* (6)              | ボストン・セルティックス           |
| 1989–90 | バック・ウィリアムズ (2)             | ポートランド・トレイルブレイザーズ | リック・マホーン                     | フィラデルフィア・76ers            |
| 1989–90 | アキーム・オラジュワン* (4)          | ヒューストン・ロケッツ             | デビッド・ロビンソン*                | サンアントニオ・スパーズ           |
| 1989–90 | マイケル・ジョーダン* (3)            | シカゴ・ブルズ                     | デレック・ハーパー (2)               | ダラス・マーベリックス             |
| 1989–90 | ジョー・デュマース* (2)              | デトロイト・ピストンズ             | アルヴィン・ロバートソン (5)         | ミルウォーキー・バックス           |
| 1990–91 | マイケル・ジョーダン* (4)            | シカゴ・ブルズ                     | ジョー・デュマース* (3)              | デトロイト・ピストンズ             |
| 1990–91 | アルヴィン・ロバートソン (6)         | ミルウォーキー・バックス           | ジョン・ストックトン* (2)            | ユタ・ジャズ                       |
| 1990–91 | デビッド・ロビンソン* (2)            | サンアントニオ・スパーズ           | アキーム・オラジュワン* (5)          | ヒューストン・ロケッツ             |
| 1990–91 | デニス・ロッドマン* (3)              | デトロイト・ピストンズ             | スコッティ・ピッペン*                | シカゴ・ブルズ                     |
| 1990–91 | バック・ウィリアムス (3)             | ポートランド・トレイルブレイザーズ | ダン・マーリー                       | フェニックス・サンズ               |
| 1991–92 | デニス・ロッドマン* (4)              | デトロイト・ピストンズ             | ラリー・ナンス (2)                   | クリーブランド・キャバリアーズ     |
| 1991–92 | スコッティ・ピッペン* (2)            | シカゴ・ブルズ                     | バック・ウィリアムズ (4)             | ポートランド・トレイルブレイザーズ |
| 1991–92 | デビッド・ロビンソン* (3)            | サンアントニオ・スパーズ           | パトリック・ユーイング* (3)          | ニューヨーク・ニックス             |
| 1991–92 | マイケル・ジョーダン* (5)            | シカゴ・ブルズ                     | ジョン・ストックトン* (3)            | ユタ・ジャズ                       |
| 1991–92 | ジョー・デュマース* (4)              | デトロイト・ピストンズ             | マイケル・ウィリアムズ               | インディアナ・ペイサーズ           |
| 1992–93 | スコッティ・ピッペン* (3)            | シカゴ・ブルズ                     | ホーレス・グラント                   | シカゴ・ブルズ                     |
| 1992–93 | デニス・ロッドマン* (5)              | デトロイト・ピストンズ             | ラリー・ナンス (3)                   | クリーブランド・キャバリアーズ     |
| 1992–93 | アキーム・オラジュワン* (6)          | ヒューストン・ロケッツ             | デビッド・ロビンソン* (4)            | サンアントニオ・スパーズ           |
| 1992–93 | マイケル・ジョーダン* (6)            | シカゴ・ブルズ                     | ダン・マーリー (2)                   | フェニックス・サンズ               |
| 1992–93 | ジョー・デュマース* (5)              | デトロイト・ピストンズ             | ジョン・スタークス                   | ニューヨーク・ニックス             |
| 1993–94 | スコッティ・ピッペン* (4)            | シカゴ・ブルズ                     | デニス・ロッドマン* (6)              | サンアントニオ・スパーズ           |
| 1993–94 | チャールズ・オークリー               | ニューヨーク・ニックス             | ホーレス・グラント (2)               | シカゴ・ブルズ                     |
| 1993–94 | アキーム・オラジュワン* (7)          | ヒューストン・ロケッツ             | デビッド・ロビンソン* (5)            | サンアントニオ・スパーズ           |
| 1993–94 | ゲイリー・ペイトン*                  | シアトル・スーパーソニックス       | ネイト・マクミラン                   | シアトル・スーパーソニックス       |
| 1993–94 | ムーキー・ブレイロック               | アトランタ・ホークス               | ラトレル・スプリーウェル             | ゴールデンステート・ウォリアーズ   |
| 1994–95 | スコッティ・ピッペン* (5)            | シカゴ・ブルズ                     | ホーレス・グラント (3)               | オーランド・マジック               |
| 1994–95 | デニス・ロッドマン* (7)              | サンアントニオ・スパーズ           | デリック・マッキー                   | インディアナ・ペイサーズ           |
| 1994–95 | デビッド・ロビンソン* (6)            | サンアントニオ・スパーズ           | ディケンベ・ムトンボ*                | デンバー・ナゲッツ                 |
| 1994–95 | ゲイリー・ペイトン* (2)              | シアトル・スーパーソニックス       | ジョン・ストックトン* (4)            | ユタ・ジャズ                       |
| 1994–95 | ムーキー・ブレイロック (2)           | アトランタ・ホークス               | ネイト・マクミラン (2)               | シアトル・スーパーソニックス       |
| 1995–96 | スコッティ・ピッペン* (6)            | シカゴ・ブルズ                     | ホーレス・グラント (4)               | オーランド・マジック               |
| 1995–96 | デニス・ロッドマン* (8)              | シカゴ・ブルズ                     | デリック・マッキー (2)               | インディアナ・ペイサーズ           |
| 1995–96 | デビッド・ロビンソン* (7)            | サンアントニオ・スパーズ           | アキーム・オラジュワン* (8)          | ヒューストン・ロケッツ             |
| 1995–96 | ゲイリー・ペイトン* (3)              | シアトル・スーパーソニックス       | ムーキー・ブレイロック (3)           | アトランタ・ホークス               |
| 1995–96 | マイケル・ジョーダン* (7)            | シカゴ・ブルズ                     | ボビー・フィルズ                     | クリーブランド・キャバリアーズ     |
| 1996–97 | スコッティ・ピッペン* (7)            | シカゴ・ブルズ                     | アンソニー・メイソン                 | シャーロット・ホーネッツ           |
| 1996–97 | カール・マローン* (2)                | ユタ・ジャズ                       | P・J・ブラウン                       | マイアミ・ヒート                   |
| 1996–97 | ディケンベ・ムトンボ* (2)            | アトランタ・ホークス               | アキーム・オラジュワン* (9)          | ヒューストン・ロケッツ             |
| 1996–97 | マイケル・ジョーダン* (8)            | シカゴ・ブルズ                     | ムーキー・ブレイロック (4)           | アトランタ・ホークス               |
| 1996–97 | ゲイリー・ペイトン* (4)              | シアトル・スーパーソニックス       | ジョン・ストックトン* (5)            | ユタ・ジャズ                       |
| 1997–98 | スコッティ・ピッペン* (8)            | シカゴ・ブルズ                     | ティム・ダンカン*                    | サンアントニオ・スパーズ           |
| 1997–98 | カール・マローン* (3)                | ユタ・ジャズ                       | チャールズ・オークリー (2)           | ニューヨーク・ニックス             |
| 1997–98 | ディケンベ・ムトンボ* (3)            | アトランタ・ホークス               | デビッド・ロビンソン* (8)            | サンアントニオ・スパーズ           |
| 1997–98 | ゲイリー・ペイトン* (5)              | シアトル・スーパーソニックス       | ムーキー・ブレイロック (5)           | アトランタ・ホークス               |
| 1997–98 | マイケル・ジョーダン* (9)            | シカゴ・ブルズ                     | エディー・ジョーンズ                 | ロサンゼルス・レイカーズ           |
| 1998–99 | ティム・ダンカン* (2)                | サンアントニオ・スパーズ           | P・J・ブラウン (2)                   | マイアミ・ヒート                   |
| 1998–99 | ジェイソン・キッド*                  | フェニックス・サンズ               | テオ・ラトリフ                       | フィラデルフィア・76ers            |
| 1998–99 | アロンゾ・モーニング*                | マイアミ・ヒート                   | ディケンベ・ムトンボ* (4)            | アトランタ・ホークス               |
| 1998–99 | ゲイリー・ペイトン* (6)              | シアトル・スーパーソニックス       | ムーキー・ブレイロック (6)           | アトランタ・ホークス               |
| 1998–99 | カール・マローン* (4)                | ユタ・ジャズ                       | エディー・ジョーンズ (2)             | シャーロット・ホーネッツ           |
| 1998–99 | スコッティ・ピッペン* (9)            | ヒューストン・ロケッツ             | エディー・ジョーンズ (2)             | シャーロット・ホーネッツ           |
| 1999–00 | ティム・ダンカン* (3)                | サンアントニオ・スパーズ           | スコッティ・ピッペン* (10)           | ポートランド・トレイルブレイザーズ |
| 1999–00 | ケビン・ガーネット*                  | ミネソタ・ティンバーウルブズ       | クリフォード・ロビンソン             | フェニックス・サンズ               |
| 1999–00 | アロンゾ・モーニング* (2)            | マイアミ・ヒート                   | シャキール・オニール*                | ロサンゼルス・レイカーズ           |
| 1999–00 | ゲイリー・ペイトン* (7)              | シアトル・スーパーソニックス       | エディー・ジョーンズ (3)             | シャーロット・ホーネッツ           |
| 1999–00 | コービー・ブライアント*              | ロサンゼルス・レイカーズ           | ジェイソン・キッド* (2)              | フェニックス・サンズ               |
| 2000–01 | ティム・ダンカン* (4)                | サンアントニオ・スパーズ           | ブルース・ボウエン                   | マイアミ・ヒート                   |
| 2000–01 | ケビン・ガーネット* (2)              | ミネソタ・ティンバーウルブズ       | P・J・ブラウン (3)                   | シャーロット・ホーネッツ           |
| 2000–01 | ディケンベ・ムトンボ* (5)            | フィラデルフィア・76ers            | シャキール・オニール* (2)            | ロサンゼルス・レイカーズ           |
| 2000–01 | ゲイリー・ペイトン* (8)              | シアトル・スーパーソニックス       | コービー・ブライアント* (2)          | ロサンゼルス・レイカーズ           |
| 2000–01 | ジェイソン・キッド* (3)              | フェニックス・サンズ               | ダグ・クリスティ                     | サクラメント・キングス             |
| 2001–02 | ティム・ダンカン* (5)                | サンアントニオ・スパーズ           | ブルース・ボウエン (2)               | サンアントニオ・スパーズ           |
| 2001–02 | ケビン・ガーネット* (3)              | ミネソタ・ティンバーウルブズ       | クリフォード・ロビンソン (2)         | デトロイト・ピストンズ             |
| 2001–02 | ベン・ウォーレス*                    | デトロイト・ピストンズ             | ディケンベ・ムトンボ* (6)            | フィラデルフィア・76ers            |
| 2001–02 | ゲイリー・ペイトン* (9)              | シアトル・スーパーソニックス       | コービー・ブライアント* (3)          | ロサンゼルス・レイカーズ           |
| 2001–02 | ジェイソン・キッド* (4)              | ニュージャージー・ネッツ           | ダグ・クリスティ (2)                 | サクラメント・キングス             |
| 2002–03 | ティム・ダンカン* (6)                | サンアントニオ・スパーズ           | ロン・アーテスト                     | インディアナ・ペイサーズ           |
| 2002–03 | ケビン・ガーネット* (4)              | ミネソタ・ティンバーウルブズ       | ブルース・ボウエン (3)               | サンアントニオ・スパーズ           |
| 2002–03 | ベン・ウォーレス* (2)                | デトロイト・ピストンズ             | シャキール・オニール* (3)            | ロサンゼルス・レイカーズ           |
| 2002–03 | ダグ・クリスティ (3)                 | サクラメント・キングス             | ジェイソン・キッド* (5)              | ニュージャージー・ネッツ           |
| 2002–03 | コービー・ブライアント* (4)          | ロサンゼルス・レイカーズ           | エリック・スノウ                     | フィラデルフィア・76ers            |
| 2003–04 | ロン・アーテスト (2)                 | インディアナ・ペイサーズ           | アンドレイ・キリレンコ               | ユタ・ジャズ                       |
| 2003–04 | ケビン・ガーネット* (5)              | ミネソタ・ティンバーウルブズ       | ティム・ダンカン* (7)                | サンアントニオ・スパーズ           |
| 2003–04 | ベン・ウォーレス* (3)                | デトロイト・ピストンズ             | テオ・ラトリフ (2)                   | ポートランド・トレイルブレイザーズ |
| 2003–04 | ブルース・ボウエン (4)               | サンアントニオ・スパーズ           | ダグ・クリスティ (4)                 | サクラメント・キングス             |
| 2003–04 | コービー・ブライアント* (5)          | ロサンゼルス・レイカーズ           | ジェイソン・キッド* (6)              | ニュージャージー・ネッツ           |
| 2004–05 | ベン・ウォーレス* (4)                | デトロイト・ピストンズ             | テイショーン・プリンス               | デトロイト・ピストンズ             |
| 2004–05 | ケビン・ガーネット* (6)              | ミネソタ・ティンバーウルブズ       | マーカス・キャンビー                 | デンバー・ナゲッツ                 |
| 2004–05 | ブルース・ボウエン (5)               | サンアントニオ・スパーズ           | チャンシー・ビラップス               | デトロイト・ピストンズ             |
| 2004–05 | ティム・ダンカン* (8)                | サンアントニオ・スパーズ           | アンドレイ・キリレンコ (2)           | ユタ・ジャズ                       |
| 2004–05 | ラリー・ヒューズ                     | ワシントン・ウィザーズ             | ジェイソン・キッド* (7)              | ニュージャージー・ネッツ           |
| 2004–05 | ラリー・ヒューズ                     | ワシントン・ウィザーズ             | ドウェイン・ウェイド                 | マイアミ・ヒート                   |
| 2005–06 | ブルース・ボウエン (6)               | サンアントニオ・スパーズ           | ティム・ダンカン* (9)                | サンアントニオ・スパーズ           |
| 2005–06 | ベン・ウォーレス* (5)                | デトロイト・ピストンズ             | チャンシー・ビラップス (2)           | デトロイト・ピストンズ             |
| 2005–06 | アンドレイ・キリレンコ (3)           | ユタ・ジャズ                       | ケビン・ガーネット* (7)              | ミネソタ・ティンバーウルブズ       |
| 2005–06 | ロン・アーテスト (3)                 | サクラメント・キングス             | マーカス・キャンビー (2)             | デンバー・ナゲッツ                 |
| 2005–06 | コービー・ブライアント* (6)          | ロサンゼルス・レイカーズ           | テイショーン・プリンス (2)           | デトロイト・ピストンズ             |
| 2005–06 | ジェイソン・キッド* (8)              | ニュージャージー・ネッツ           | テイショーン・プリンス (2)           | デトロイト・ピストンズ             |
| 2006–07 | ブルース・ボウエン (7)               | サンアントニオ・スパーズ           | ベン・ウォーレス* (6)                | シカゴ・ブルズ                     |
| 2006–07 | ティム・ダンカン* (10)               | サンアントニオ・スパーズ           | カーク・ハインリック                 | シカゴ・ブルズ                     |
| 2006–07 | マーカス・キャンビー (3)             | デンバー・ナゲッツ                 | ジェイソン・キッド* (9)              | ニュージャージー・ネッツ           |
| 2006–07 | コービー・ブライアント* (7)          | ロサンゼルス・レイカーズ           | テイショーン・プリンス (3)           | デトロイト・ピストンズ             |
| 2006–07 | ラジャ・ベル                         | フェニックス・サンズ               | ケビン・ガーネット* (8)              | ミネソタ・ティンバーウルブズ       |
| 2007–08 | ケビン・ガーネット* (9)              | ボストン・セルティックス           | シェーン・バティエ                   | ヒューストン・ロケッツ             |
| 2007–08 | コービー・ブライアント* (8)          | ロサンゼルス・レイカーズ           | クリス・ポール^                      | ニューオーリンズ・ホーネッツ       |
| 2007–08 | マーカス・キャンビー (4)             | デンバー・ナゲッツ                 | ドワイト・ハワード^                  | オーランド・マジック               |
| 2007–08 | ブルース・ボウエン (8)               | サンアントニオ・スパーズ           | テイショーン・プリンス (4)           | デトロイト・ピストンズ             |
| 2007–08 | ティム・ダンカン* (11)               | サンアントニオ・スパーズ           | ラジャ・ベル (2)                     | フェニックス・サンズ               |
| 2008–09 | ドワイト・ハワード^ (2)              | オーランド・マジック               | ティム・ダンカン* (12)               | サンアントニオ・スパーズ           |
| 2008–09 | コービー・ブライアント* (9)          | ロサンゼルス・レイカーズ           | ドウェイン・ウェイド (2)             | マイアミ・ヒート                   |
| 2008–09 | レブロン・ジェームズ^                | クリーブランド・キャバリアーズ     | レイジョン・ロンド                   | ボストン・セルティックス           |
| 2008–09 | クリス・ポール^ (2)                  | ニューオーリンズ・ホーネッツ       | シェーン・バティエ (2)               | ヒューストン・ロケッツ             |
| 2008–09 | ケビン・ガーネット* (10)             | ボストン・セルティックス           | ロン・アーテスト (4)                 | ヒューストン・ロケッツ             |
| 2009–10 | ドワイト・ハワード^ (3)              | オーランド・マジック               | ティム・ダンカン* (13)               | サンアントニオ・スパーズ           |
| 2009–10 | レイジョン・ロンド(2)                | ボストン・セルティックス           | ドウェイン・ウェイド (3)             | マイアミ・ヒート                   |
| 2009–10 | レブロン・ジェームズ^ (2)            | クリーブランド・キャバリアーズ     | ジョシュ・スミス                     | アトランタ・ホークス               |
| 2009–10 | コービー・ブライアント* (10)         | ロサンゼルス・レイカーズ           | アンダーソン・ヴァレジャオ           | クリーブランド・キャバリアーズ     |
| 2009–10 | ジェラルド・ウォレス                 | シャーロット・ボブキャッツ         | ターボ・セフォロシャ                 | オクラホマシティ・サンダー         |
| 2010–11 | ドワイト・ハワード^ (4)              | オーランド・マジック               | トニー・アレン                       | メンフィス・グリズリーズ           |
| 2010–11 | レイジョン・ロンド (3)               | ボストン・セルティックス           | クリス・ポール^ (3)                  | ニューオーリンズ・ホーネッツ       |
| 2010–11 | レブロン・ジェームズ^ (3)            | マイアミ・ヒート                   | タイソン・チャンドラー               | ダラス・マーベリックス             |
| 2010–11 | コービー・ブライアント* (11)         | ロサンゼルス・レイカーズ           | アンドレ・イグダーラ                 | フィラデルフィア・76ers            |
| 2010–11 | ケビン・ガーネット* (11)             | ボストン・セルティックス           | ジョアキム・ノア                     | シカゴ・ブルズ                     |
| 2011–12 | レブロン・ジェームズ^ (4)            | マイアミ・ヒート                   | ケビン・ガーネット* (12)             | ボストン・セルティックス           |
| 2011–12 | サージ・イバカ^                      | オクラホマシティ・サンダー         | ルオル・デン                         | シカゴ・ブルズ                     |
| 2011–12 | ドワイト・ハワード^ (5)              | オーランド・マジック               | タイソン・チャンドラー (2)           | ニューヨーク・ニックス             |
| 2011–12 | クリス・ポール^ (4)                  | ロサンゼルス・クリッパーズ         | レイジョン・ロンド (4)               | ボストン・セルティックス           |
| 2011–12 | トニー・アレン (2)                   | メンフィス・グリズリーズ           | コービー・ブライアント* (12)         | ロサンゼルス・レイカーズ           |
| 2012–13 | レブロン・ジェームズ^ (5)            | マイアミ・ヒート                   | ティム・ダンカン* (14)               | サンアントニオ・スパーズ           |
| 2012–13 | サージ・イバカ^ (2)                  | オクラホマシティ・サンダー         | ポール・ジョージ^                    | インディアナ・ペイサーズ           |
| 2012–13 | タイソン・チャンドラー (3)           | ニューヨーク・ニックス             | マルク・ガソル                       | メンフィス・グリズリーズ           |
| 2012–13 | ジョアキム・ノア (2)                 | シカゴ・ブルズ                     | マルク・ガソル                       | メンフィス・グリズリーズ           |
| 2012–13 | トニー・アレン (3)                   | メンフィス・グリズリーズ           | エイブリー・ブラッドリー^            | ボストン・セルティックス           |
| 2012–13 | クリス・ポール^ (5)                  | ロサンゼルス・クリッパーズ         | マイク・コンリー^                    | メンフィス・グリズリーズ           |
| 2013–14 | ジョアキム・ノア (3)                 | シカゴ・ブルズ                     | レブロン・ジェームズ^ (6)            | マイアミ・ヒート                   |
| 2013–14 | ポール・ジョージ^ (2)                | インディアナ・ペイサーズ           | パトリック・ビバリー^                | ヒューストン・ロケッツ             |
| 2013–14 | クリス・ポール^ (6)                  | ロサンゼルス・クリッパーズ         | ジミー・バトラー^                    | シカゴ・ブルズ                     |
| 2013–14 | サージ・イバカ^ (3)                  | オクラホマシティ・サンダー         | カワイ・レナード^                    | サンアントニオ・スパーズ           |
| 2013–14 | アンドレ・イグダーラ (2)             | ゴールデンステート・ウォリアーズ   | ロイ・ヒバート                       | インディアナ・ペイサーズ           |
| 2014–15 | カワイ・レナード^ (2)                | サンアントニオ・スパーズ           | アンソニー・デイビス^                | ニューオーリンズ・ペリカンズ       |
| 2014–15 | ドレイモンド・グリーン^              | ゴールデンステート・ウォリアーズ   | ジミー・バトラー^ (2)                | シカゴ・ブルズ                     |
| 2014–15 | トニー・アレン (4)                   | メンフィス・グリズリーズ           | アンドリュー・ボーガット             | ゴールデンステート・ウォリアーズ   |
| 2014–15 | ディアンドレ・ジョーダン^            | ロサンゼルス・クリッパーズ         | ジョン・ウォール^                    | ワシントン・ウィザーズ             |
| 2014–15 | クリス・ポール^ (7)                  | ロサンゼルス・クリッパーズ         | ティム・ダンカン* (15)               | サンアントニオ・スパーズ           |
| 2015–16 | カワイ・レナード^ (3)                | サンアントニオ・スパーズ           | ポール・ミルサップ^                  | アトランタ・ホークス               |
| 2015–16 | ドレイモンド・グリーン^ (2)          | ゴールデンステート・ウォリアーズ   | ポール・ジョージ^ (3)                | インディアナ・ペイサーズ           |
| 2015–16 | ディアンドレ・ジョーダン^ (2)        | ロサンゼルス・クリッパーズ         | ハッサン・ホワイトサイド^            | マイアミ・ヒート                   |
| 2015–16 | エイブリー・ブラッドリー^ (2)        | ボストン・セルティックス           | トニー・アレン (5)                   | メンフィス・グリズリーズ           |
| 2015–16 | クリス・ポール^ (8)                  | ロサンゼルス・クリッパーズ         | ジミー・バトラー^ (3)                | シカゴ・ブルズ                     |
| 2016–17 | ドレイモンド・グリーン^ (3)          | ゴールデンステート・ウォリアーズ   | トニー・アレン (6)                   | メンフィス・グリズリーズ           |
| 2016–17 | ルディ・ゴベア^                      | ユタ・ジャズ                       | ダニー・グリーン                     | サンアントニオ・スパーズ           |
| 2016–17 | カワイ・レナード^ (4)                | サンアントニオ・スパーズ           | アンソニー・デイビス^ (2)            | ニューオーリンズ・ペリカンズ       |
| 2016–17 | クリス・ポール^ (9)                  | ロサンゼルス・クリッパーズ         | アンドレ・ロバーソン^                | オクラホマシティ・サンダー         |
| 2016–17 | パトリック・ビバリー^ (2)            | ヒューストン・ロケッツ             | ヤニス・アデトクンボ^                | ミルウォーキー・バックス           |
| 2017–18 | ルディ・ゴベア^ (2)                  | ユタ・ジャズ                       | ジョエル・エンビード^                | フィラデルフィア・76ers            |
| 2017–18 | アンソニー・デイビス^ (3)            | ニューオーリンズ・ペリカンズ       | ドレイモンド・グリーン^ (4)          | ゴールデンステート・ウォリアーズ   |
| 2017–18 | ビクター・オラディポ^                | インディアナ・ペイサーズ           | アル・ホーフォード^                  | ボストン・セルティックス           |
| 2017–18 | ドリュー・ホリデー^                  | ニューオーリンズ・ペリカンズ       | デジャンテ・マレー^                  | サンアントニオ・スパーズ           |
| 2017–18 | ロバート・コビントン^                | フィラデルフィア・76ers            | ジミー・バトラー^ (4)                | ミネソタ・ティンバーウルブズ       |
| 2018–19 | ルディ・ゴベア^ (3)                  | ユタ・ジャズ                       | ドリュー・ホリデー^ (2)              | ニューオーリンズ・ペリカンズ       |
| 2018–19 | ポール・ジョージ^ (4)                | オクラホマシティ・サンダー         | クレイ・トンプソン^                  | ゴールデンステート・ウォリアーズ   |
| 2018–19 | ヤニス・アデトクンボ^ (2)            | ミルウォーキー・バックス           | ジョエル・エンビード^ (2)            | フィラデルフィア・76ers            |
| 2018–19 | マーカス・スマート^                  | ボストン・セルティックス           | ドレイモンド・グリーン^ (5)          | ゴールデンステート・ウォリアーズ   |
| 2018–19 | エリック・ブレッドソー^              | ミルウォーキー・バックス           | カワイ・レナード^ (5)                | トロント・ラプターズ               |
| 2019–20 | ヤニス・アデトクンボ^ (3)            | ミルウォーキー・バックス           | ブルック・ロペス^                    | ミルウォーキー・バックス           |
| 2019–20 | ルディ・ゴベア^ (4)                  | ユタ・ジャズ                       | バム・アデバヨ^                      | マイアミ・ヒート                   |
| 2019–20 | アンソニー・デイビス^ (4)            | ロサンゼルス・レイカーズ           | エリック・ブレッドソー^ (2)          | ミルウォーキー・バックス           |
| 2019–20 | マーカス・スマート^ (2)              | ボストン・セルティックス           | パトリック・ビバリー^ (3)            | ロサンゼルス・クリッパーズ         |
| 2019–20 | ベン・シモンズ^                      | フィラデルフィア・76ers            | カワイ・レナード^ (6)                | ロサンゼルス・クリッパーズ         |
| 2020–21 | ルディ・ゴベア^ (5)                  | ユタ・ジャズ                       | ジョエル・エンビード^ (3)            | フィラデルフィア・76ers            |
| 2020–21 | ヤニス・アデトクンボ^ (4)            | ミルウォーキー・バックス           | バム・アデバヨ^ (2)                  | マイアミ・ヒート                   |
| 2020–21 | ドレイモンド・グリーン^ (6)          | ゴールデンステート・ウォリアーズ   | ジミー・バトラー^ (5)                | マイアミ・ヒート                   |
| 2020–21 | ドリュー・ホリデー^ (3)              | ミルウォーキー・バックス           | マティス・サイブル^                  | フィラデルフィア・76ers            |
| 2020–21 | ベン・シモンズ^ (2)                  | フィラデルフィア・76ers            | カワイ・レナード^ (7)                | ロサンゼルス・クリッパーズ         |
| 2021–22 | マーカス・スマート^ (3)              | ボストン・セルティックス           | バム・アデバヨ^ (3)                  | マイアミ・ヒート                   |
| 2021–22 | ミカル・ブリッジズ^                  | フェニックス・サンズ               | ドリュー・ホリデー^ (4)              | ミルウォーキー・バックス           |
| 2021–22 | ルディ・ゴベア^ (6)                  | ユタ・ジャズ                       | マティス・サイブル^ (2)              | フィラデルフィア・76ers            |
| 2021–22 | ヤニス・アデトクンボ^ (5)            | ミルウォーキー・バックス           | ロバート・ウィリアムズ^              | ボストン・セルティックス           |
| 2021–22 | ジャレン・ジャクソン・ジュニア^      | メンフィス・グリズリーズ           | ドレイモンド・グリーン^ (7)          | ゴールデンステート・ウォリアーズ   |
| 2022–23 | ジャレン・ジャクソン・ジュニア^ (2)  | メンフィス・グリズリーズ           | デリック・ホワイト ^                 | ボストン・セルティックス           |
| 2022–23 | ドリュー・ホリデー^ (5)              | ミルウォーキー・バックス           | ドレイモンド・グリーン^ (8)          | ゴールデンステイト・ウォリアーズ   |
| 2022–23 | ブルック・ロペス^ (2)                | ミルウォーキー・バックス           | OG・アヌノビー^                      | トロント・ラプターズ               |
| 2022–23 | エバン・モーブリー^                  | クリーブランド・キャバリアーズ     | ディロン・ブルックス^                | メンフィス・グリズリーズ           |
| 2022–23 | アレックス・カルーソ^                | シカゴ・ブルズ                     | バム・アデバヨ^ (4)                  | マイアミ・ヒート                   |
| 2023–24 | ルディ・ゴベア^ (7)                  | ミネソタ・ティンバーウルブズ       | アレックス・カルーソ ^ (2)           | シカゴ・ブルズ                     |
| 2023–24 | ビクター・ウェンバンヤマ^            | サンアントニオ・スパーズ           | ジェイレン・サッグス^                | オーランド・マジック               |
| 2023–24 | バム・アデバヨ^ (5)                  | マイアミ・ヒート                   | デリック・ホワイト^ (2)              | ボストン・セルティックス           |
| 2023–24 | ハーバート・ジョーンズ^              | ニューオーリンズ・ペリカンズ       | ジェイデン・マクダニエルズ^          | ミネソタ・ティンバーウルブズ       |
| 2023–24 | アンソニー・デイビス^ (5)            | ロサンゼルス・レイカーズ           | ドリュー・ホリデー^ (6)              | ボストン・セルティックス           |
| 2024–25 | ダイソン・ダニエルズ^                | アトランタ・ホークス               | トゥマニ・カマラ ^                   | ポートランド・トレイルブレイザーズ |
| 2024–25 | ルゲンツ・ドート^                    | オクラホマシティ・サンダー         | ルディ・ゴベア^ (8)                  | ミネソタ・ティンバーウルブズ       |
| 2024–25 | ドレイモンド・グリーン^ (9)          | ゴールデンステイト・ウォリアーズ   | ジャレン・ジャクソン・ジュニア^ (3)  | メンフィス・グリズリーズ           |
| 2024–25 | エバン・モーブリー^ (2)              | クリーブランド・キャバリアーズ     | ジェイレン・ウィリアムズ^            | オクラホマシティ・サンダー         |
| 2024–25 | アメン・トンプソン^                  | ヒューストン・ロケッツ             | イビツァ・ズバッツ^                  | ロサンゼルス・クリッパーズ         |